# Tuffi ai campionati europei di nuoto 2016 - Trampolino 3 metri sincro misti
La competizione di tuffi dal trampolino 3 metri sincro misti dei Campionati europei di nuoto 2016 si è disputata l'11 maggio 2016 presso il London Aquatics Centre di Londra. Si sono contese il podio complessivamente 8 coppie miste di atleti.

## Medaglie
| Posizione | Atleti                         | Paese         |
| --------- | ------------------------------ | ------------- |
| Oro       | Grace Reid Tom Daley           | Gran Bretagna |
| Argento   | Tania Cagnotto Maicol Verzotto | Italia        |
| Bronzo    | Nadežda Bažina Nikita Šlejcher | Russia        |

## Risultati
| Pos. | Atleti                           | Nazionalità   | Punti  |
| ---- | -------------------------------- | ------------- | ------ |
|      | Grace Reid Tom Daley             | Gran Bretagna | 321.06 |
|      | Tania Cagnotto Maicol Verzotto   | Italia        | 308.70 |
|      | Nadežda Bažina Nikita Šlejcher   | Russia        | 305.28 |
| 4    | Christina Wassen Timo Barthel    | Germania      | 291.06 |
| 5    | Anastasija Nedobiha Oleh Kolodij | Ucraina       | 289.14 |
| 6    | Daniella Nero Vinko Paradzik     | Svezia        | 265.11 |
| 7    | Jessica Favre Guillaume Dutoit   | Svizzera      | 255.60 |
| 8    | Rocío Velázquez Alberto Arévalo  | Spagna        | 245.16 |